# Colias caucasica
Espèce
Colias caucasica est une espèce de lépidoptères (papillons) de la famille des Pieridae et de la sous-famille des Coliadinae. Sa sous-espèce européenne balcanica, appelée le Corallin, était auparavant considérée comme une espèce distincte.

## Description

### Papillon
L'imago de Colias caucasica est un papillon ayant une longueur de l'aile antérieure (LAA) de 25 à 27 mm. Le dessus des ailes est orange largement bordé de brun, avec une suffusion sombre aux ailes postérieures, plus marquée chez la femelle. Au revers des ailes, l'aile antérieure est jaune orangé et l'aile postérieure jaune verdâtre.
Espèces ressemblantes : le Safrané (Colias myrmidone), d'un jaune plus vif, qui ne fréquente que les plaines, et le Souci (Colias crocea), moins orangé.

### Premiers stades
Les œufs éclosent en une à deux semaines, et donnent des chenilles vertes ornées à maturité d'une fine raie blanche à points noirs sur les côtés.

## Distribution et biotopes
La sous-espèce nominale Colias caucasica caucasica est présente dans l'Ouest du Caucase et le Nord-Est de la Turquie. 
La sous-espèce Colias caucasica balcanica est présente dans les péninsule des Balkans (Croatie, Bosnie-et-Herzégovine, Serbie, Monténégro, Macédoine du Nord, Grèce et Bulgarie), et elle est inféodée aux bois clairs au-dessus de 1 600 m d'altitude.

## Biologie

### Phénologie
Le cycle larvaire est mal connu.
Colias caucasica balcanica vole de juillet à août, en une seule génération.

### Plantes hôtes
Les plantes hôtes de la chenille sont des Citysus, Astragalus caucasicus (pour la sous-espèce caucasica), Chamaecytisus hirsutus et Chamaecytisus absinthioides (pour la sous-espèce balcanica).

## Systématique
L'espèce actuellement appelée Colias caucasica a été décrite par Otto Staudinger en 1871 en tant que Colias myrmidone var. caucasica.
Sa sous-espèce européenne Colias caucasica balcanica a été décrite par Hans Rebel en 1901 en tant que Colias myrmidone var. balcanica. Certains auteurs la considéraient comme une espèce distincte, alors appelée Colias balcanica.

## Protection
C'est une espèce vulnérable, et inscrite sur la liste des espèces protégées en Bulgarie.